# Everman (Texas)
Everman város az USA Texas államában, Tarrant megyében. Lakosainak száma 6154 fő (2020. április 1.).

## Népesség
A település népességének változása:

| 2010 | 6 108 |
| 2020 | 6 154 |